# Ірнур
Ірну́р (рос. Ирнур, марій. Ернур) — присілок у складі Параньгинського району Марій Ел, Росія. Входить до складу Портянурського сільського поселення.

## Населення
Населення — 500 осіб (2010; 565 у 2002).
Національний склад (станом на 2002 рік):
- татари — 99 %